# メイ牛山 (初代)

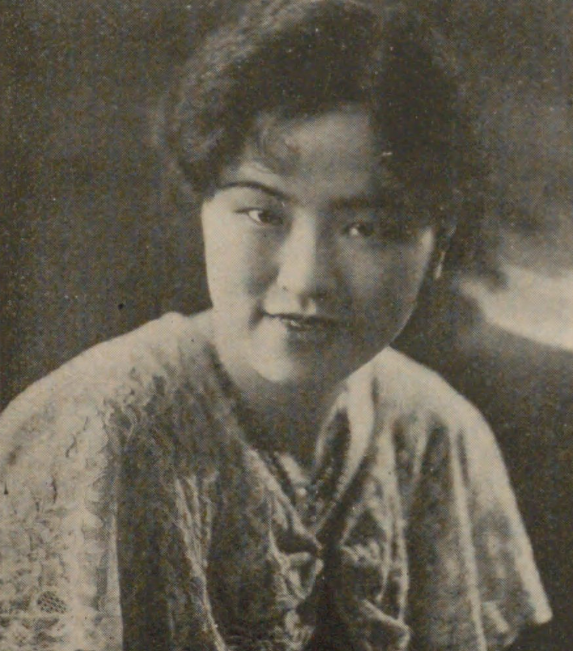
メイ牛山こと牛山春子

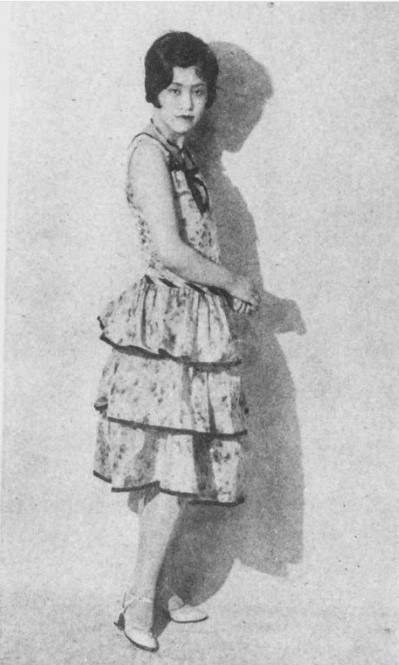
初代メイ牛山

メイ牛山（初代）（メイうしやま）は、日本の美容師。本名・牛山春子。夫の牛山清人とともにハリウッド美容室を開業した。「メイ牛山」は清人が名付けて美容家の名として使用、離婚後は春子の弟子で清人の後妻の牛山マサコがメイ牛山を襲名した。

## 略歴
二度渡米し、ポートランド、サンフランシスコ、カナダのバンクーバーの美容学校で学び、パーマネントマシンの販売会社ユージン社の技術を習得。滞米中に結婚した牛山清人とともに1924年に帰国し、神田三崎町に美容室を開店、宣教師ポール・ラッシュの支援で開いた軽井沢店の成功で軌道に乗り、化粧品開発にも携わった。
銀座ハリウッド美容室のほか、京橋木挽町に美容学校のハリウッド美容研究室を開き、校長も務めた。同校の顧問には藤原咲平と青木鶴子が就き、夫の清人やその弟の牛山吉次郎、その妻の牛山喜久子も講師を務めた。
「メイ牛山」の名で、美容家としてだけでなくモガを代表する一人として、雑誌にも頻繁に登場し活躍していたが、1934年ごろ清人と離婚。帝国ホテルの近くで自分の店を開き、その後再婚もしたが、1938年ごろお産がもとで亡くなった。

## 家族
- 夫・牛山清人 - 別名・ハリー牛山
- 長女・潤子
- 長男・牛山精一 - ハリウッド元社長。その長男・牛山直人はハリウッドサービス株式会社元社長[6]。
- 次男・牛山重二

## 画像

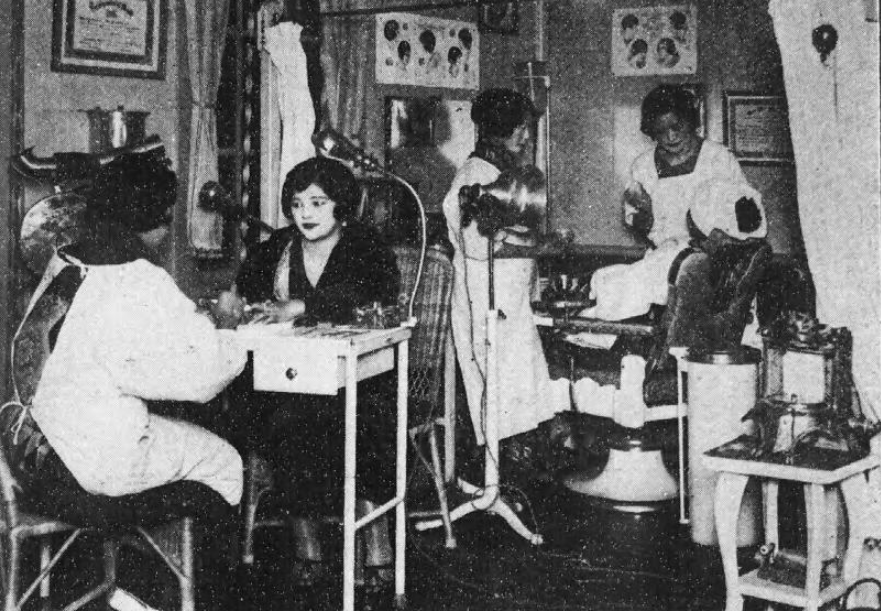
銀座のハリウッド美容室にて。右奥に初代メイ牛山の春子。左から2人目に女優の岡村文子。1928年
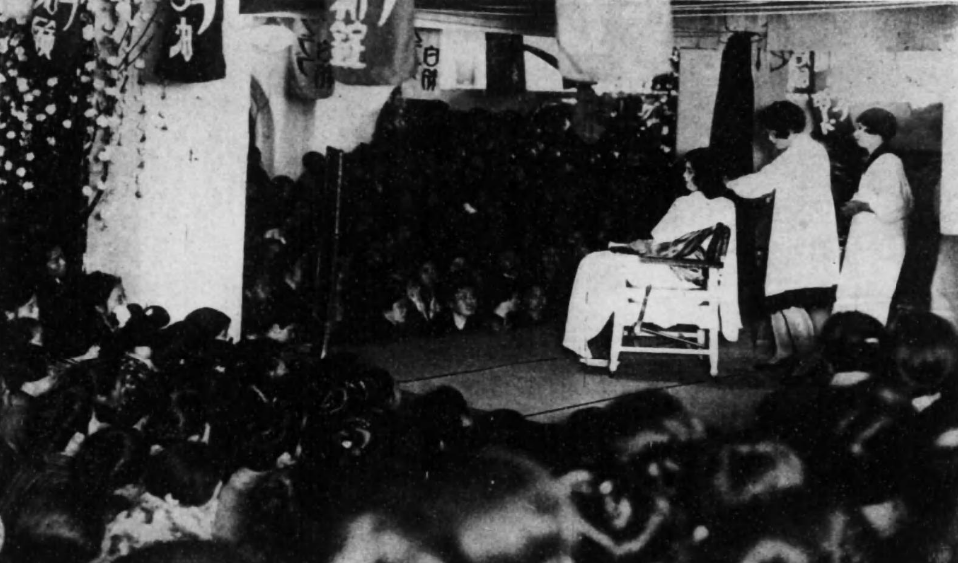
銀座松坂屋で美容講習をする春子。1920年代後半

## 弟子
- 2代目メイ牛山
- 林寿枝子（中河幹子の妹）[7]